# 韦珍
韦珍（435年—508年），字灵智，京兆郡山北县（今陕西省西安市长安区）人，出自京兆韦氏东眷，北魏官员。

## 生平
韦珍是韦阆同族的弟弟，为魏孝文帝元宏所赐名，父亲韦尚字文叔，是乐安王拓跋良安西府从事中郎，去世后被赠予安远将军、雍州刺史。韦珍年轻时有志向和节操，以京兆王拓跋子推常侍为起家官，转任尚书南部郎。
魏孝文帝初年，蛮族首领桓诞归顺北魏，朝廷考虑安抚边境的方略，任命桓诞担任东荆州刺史，又命令韦珍担任使者，与桓诞招抚慰问蛮族民众。韦珍从悬瓠西进三百余里，到达桐柏山，深入淮河源头，宣扬恩泽，蛮族无不投降归附。淮河源原来有祠堂，蛮族习俗用人来祭祀。韦珍晓谕他们说：“天地神灵就是百姓的父母，怎么会有父母乐意享用儿子的肉味！从今以后，都应当用酒肉代替。”蛮族百姓遵从约定，直至魏收完成《魏书》的年代都遵行。韦珍总共招降七万多户，设置郡县后返回。因为奉命出使符合朝廷旨意，韦珍出任左将军、乐陵镇将，获赐爵霸城子。
南齐的司州百姓谢天盖自命为司州刺史，图谋献出司州归顺北魏。事情泄露后，谢天盖被南齐将军崔慧景围攻。魏孝文帝诏令韦珍率领镇中兵马渡过淮河援助接应谢天盖。当时齐高帝萧道成听说韦珍将到，派遣将领苟元宾凭借淮河迎击抵御。韦珍于是派骑兵在淮河上游偷渡，自己亲帅步兵与齐军对阵。双方刚交锋，魏军的骑兵突然杀到，从背后奋力攻击齐军，将对方击败。谢天盖很快被部下杀死，其余的人向崔慧景投降。韦珍乘胜前进，又击败崔慧景，携带投降的民众七千多户向内地迁徙，上表请求设置城阳郡、刚陵郡、义阳郡三郡以安置他们。魏孝文帝诏令韦珍将军镇移动到比阳，萧赜又派遣雍州刺史陈显达率领部队来进攻，城中将士都想要出战，韦珍说：“他们初到士气锐利，不能立刻挫败，姑且共同坚守，等待敌军攻打我方城池疲惫后，再出击不晚。”于是魏军据守城池抵抗攻击，杀伤敌人很多。相持十二天之后，魏军夜间打开城门袭击齐军，齐军逃奔溃散，韦珍因功晋升爵位为侯爵。
太和十九年（495年），魏孝文帝南征，韦珍上奏有利于国家的事宜，自我陈述在边境的时间长，知道那里的要害之处，愿意充当先锋。魏孝文帝诏令韦珍担任陇西公源怀卫大将军府长史，转任太保齐郡王元简长史，升任显武将军、郢州刺史，韦珍在郢州有声望政绩，朝廷给予嘉奖。韦珍又升任龙骧将军，获赐骅骝马二匹、帛五十匹、谷三百斛。韦珍于是召集郢州内孤贫的人对他们说：“天子因为我能安抚你们，所以赐给谷物和布帛，我怎么敢独享。”韦珍于是将所得到的赏赐全部分给他们。韦珍很快加号平南将军、荆州刺史，与征南大将军城阳王元鸾、安南将军尚书卢渊、安南将军李佐等人进攻赭阳。北魏各军没有统一调度，围困城池百余日，士兵们都在城下披甲待敌，希望以不开战来使对方疲劳后投降。李佐独自统帅自己的部下在清晨和黑夜攻城，士兵战死的很多，恰好遇到齐明帝萧鸾派遣太子右卫率垣历生和蔡道贵带领军队来救援，北魏将军们都认为己方人少势弱不能抵挡，计划撤兵。李佐于是挑选两千骑兵迎战，吃了败仗。卢渊和韦珍等人撤退，垣历生追击，魏军大败。元鸾、卢渊、韦珍和李佐前往瑕丘魏孝文帝行宫请罪，魏孝文帝接见了他们，责备说：“诸位率领部队，情义上应该以勇烈的行为表现节操，而进不能攻破敌方城池，退不能消灭此等小敌，损害了王者的威严，应该被定罪为死刑。我因为迁都洛阳，改革之始，事情应该采取宽恕的原则，如今舍弃诸位的死罪。从前军队行进必须装载宗庙和社稷的神主，这是为了显示声威和恩泽各有所归属，如今将诸位败军的罪名证验于社稷之神前，以此指明你们的过失。”太和十九年五月己巳（495年6月9日），韦珍被定罪削夺官爵为民，回到故乡。临别前，韦珍对卢渊说：“皇上圣明，志在吞并三吴会稽，用兵的关键在长江上流。如果荆楚地区有事，恐怕老夫不得停歇。”之后魏孝文帝亲征樊郢，起用韦珍担任中军大将军彭城王元勰长史。沔水以北平定后，韦珍出任建威将军，试任鲁阳郡太守。
魏孝文帝再次南征，途经鲁阳郡，加授韦珍中垒将军，正式担任太守。韦珍跟随魏孝文帝一直到达淯水，魏孝文帝说：“我近来一再御驾亲征，你常在中军辅佐军务，今天的行动，也想要与你同行。但是三鵶地势险恶，没有你就无法固守。”魏孝文帝因此敕令韦珍辞别返回鲁阳郡。等到魏孝文帝在行宫去世，魏军隐瞒消息回军，到鲁阳郡才发布皇帝的死讯。韦珍回朝后，出任中散大夫，很快加镇远将军、太尉咨议参军。永平元年（508年），韦珍去世，虚岁七十四。朝廷赠予镇远将军、南青州刺史，谥号懿。

## 家族

### 十六世祖
- 韦贤，大丞相、扶阳节侯[25]

### 十五世祖
- 韦玄成，小丞相、扶阳恭侯[25]

### 六世祖
- 韦敦，西晋太常卿、上禄贞侯[25]

### 五世祖
- 韦广，北平郡太守、关内靖侯[25]

### 曾祖
- 韦谌，清河郡太守[25]

### 祖父
- 韦宣，前秦后秦郎中[25]

### 父亲
- 韦尚，北魏雍州刺史、杜县简侯[25]

### 兄弟
- 韦灵祐，北魏冯翊郡北地郡二郡太守[26]

### 子女
- 韦缵，北魏平远将军、扬州长史
- 韦彧，北魏持节、征虏将军、都督征豳军事，兼七兵尚书、西道行台、阴盘文烈男
- 韦朏，北魏散骑常侍、安东将军、东徐州刺史、杜县宣子